# Changes (album des Monkees)
Pour les articles homonymes, voir Changes.
Albums de The Monkees
The Monkees Present
(1969) Pool It!
(1987)
Singles
1. Oh My My (en)
Sortie : avril 1970

Changes est le neuvième album du groupe américain de pop rock The Monkees. Il est sorti en 1970 sur le label Colgems Records (en).
Le groupe, réduit au duo Micky Dolenz-Davy Jones après le départ de Michael Nesmith, se sépare quelques mois plus tard.

## Fiche technique

### Chansons
| 1. | Oh My My (en)          | Jeff Barry, Andy Kim            | 2:57 |
| 2. | Ticket on a Ferry Ride | Jeff Barry, Bobby Bloom         | 3:25 |
| 3. | You're So Good to Me   | Jeff Barry, Bobby Bloom         | 2:29 |
| 4. | It's Got to Be Love    | Neil Goldberg                   | 2:20 |
| 5. | Acapulco Sun           | Ned Albright, Steven Soles (en) | 2:46 |
| 6. | 99 Pounds              | Jeff Barry                      | 2:25 |

| 7.  | Tell Me Love                | Jeff Barry                 | 2:32 |
| 8.  | Do You Feel It Too?         | Jeff Barry, Andy Kim       | 2:28 |
| 9.  | I Love You Better           | Jeff Barry, Andy Kim       | 2:26 |
| 10. | All Alone in the Dark       | Ned Albright, Steven Soles | 2:47 |
| 11. | Midnight Train              | Micky Dolenz               | 2:05 |
| 12. | I Never Thought It Peculiar | Tommy Boyce, Bobby Hart    | 2:20 |

En 1994, Rhino Records réédite Changes avec trois titres bonus :
| 13. | Time and Time Again            | Davy Jones, Bill Chadwick       | 2:39 |
| 14. | Do It in the Name of Love (en) | Bobby Bloom (en), Neil Goldberg | 2:08 |
| 15. | Lady Jane                      | Bobby Bloom, Neil Goldberg      | 2:45 |

### Classements et certifications
| Pays (classement)          | Meilleure position |
| -------------------------- | ------------------ |
| États-Unis (Billboard 200) | 152                |